# Henri Maspero
Henri Paul Gaston Maspero (* 15. Dezember 1883 in Paris; † 17. März 1945 im KZ Buchenwald) war ein französischer Sinologe und Religionswissenschaftler.

## Leben und Leistungen
Henri Maspero war der Sohn des Ägyptologen Gaston Maspero. Sein älterer Bruder Georges ging als Kolonialverwalter nach Indochina, sein jüngerer Bruder Jean war Papyrologe. Nach anfänglichen Forschungen mit seinem Vater in Ägypten kehrte er nach Frankreich zurück und studierte Jura sowie Chinesisch und andere Sprachen Ostasiens bei Édouard Chavannes. Im Jahr 1908 begann Maspero für die Außenstelle der École française d’Extrême-Orient in Hanoi zu arbeiten und beschäftigte sich fortan mit den Sprachen und Gebräuchen der Völker der südostasiatischen Halbinsel (Indochina).
Im Jahr 1918 übernahm Maspero als Nachfolger seines Lehrers Édouard Chavannes den Lehrstuhl für Sinologie am Collège de France. Sein neuer Forschungsschwerpunkt war der Daoismus, über den er im Jahr 1922 einen ersten kurzen Artikel veröffentlichte. Im Jahr 1927 publizierte Maspero La Chine Antique, ein Standardwerk über Geschichte, Literatur und Philosophie des Alten China. In den 30er Jahren veröffentlichte er zahllose Studien zur Religion, dem Rechtswesen und die Wirtschaftsgeschichte Chinas. Er übernahm von Marcel Granet den Lehrstuhl für Sinologie an der Sorbonne und war Direktor der Abteilung für Religionen Chinas an der École pratique des hautes études. Seit 1935 war er ordentliches Mitglied der Académie des inscriptions et belles-lettres und Mitglied der Ehrenlegion (Ritter).
Im Juli 1944 wurde Maspero von den Deutschen Besatzern „unter dem Verdacht terroristischer Aktivitäten“ verhaftet und ins Konzentrationslager Buchenwald deportiert. Er starb am 17. März 1945 – kurz vor der Befreiung – in Buchenwald an Entkräftung. Erich Haenisch von der Friedrich-Wilhelms-Universität in Berlin, einzige deutsche Lehrstuhlinhaber für Sinologie, der damals nicht Mitglied der NSDAP war, hatte sich erfolglos für seine Freilassung eingesetzt. Seine Nachfolger in Paris waren Max Kaltenmark und Kristofer Schipper.

## Publikationen (Auswahl)
- Le protectorat général d’Annam sous les Tang. In: Bulletin de l'École française d'Extrême-Orient 10, 1910, Seiten 539–551.
- Contribution à l’étude du système phonétique des langues thai. In: Bulletin de l'École française d'Extrême-Orient 11, 1911, Seiten 153–169.
- Études sur la phonétique historique de la langue annamite: les initiales. In: Bulletin de l'École française d'Extrême-Orient 12, 1912, Seiten 1–126.
- Études d’histoire d’Annam. In: Bulletin de l'École française d'Extrême-Orient 16, 1916, Seiten 1–55.
- Études d’histoire d’Annam. In: Bulletin de l'École française d'Extrême-Orient 18, 1918, Seiten 1–36.
- Le dialecte de Tch’ang-ngan sous les T’ang. 1920.
- Légendes mythologiques dans le Chou king. In:  Journal asiatique 1924.
- La Chine antique (= Histoire du monde). Paris 1927, Digitalisat.
- Mythologie de la Chine moderne (= Mythologie asiatique illustrée). Paris 1928.
- Préfixes et dérivation en chinois archaïque. 1930.
- Mélanges posthumes sur les religions et l’histoire de la Chine. 3 Bände, Paris 1950.
  - Band 1: Les religions chinoises
  - Band 2: Le taoïsme
  - Band 3: Études historiques.
- Les institutions de la Chine. Paris 1952.
- Le Taoïsme et les Religions chinoises. Paris 1950, Digitalisat.
- Les documents chinois de la troisième expédition de Sir Aurel Stein en Asie centrale. London 1953.
- Histoire et institutions de la Chine ancienne des origines au XIIe siècle après J.-C. Paris 1967.
- Le taoïsme et les religions chinoises. Paris 1971